# Evelyn Orley
Evelyn Orley is een Zwitserse golfprofessional.

## Nationaal
In 1988 won ze in Bazel het Omnium van Zwitserland, haar zusje Jackie won het eerder in 1984 en 1987. en werd nu beste amateur. 

## Internationaal
Orley studeerde 'Political Science' op de Duke Universiteit van 1984-1988, waar ze o.a. tweemaal het ACC Kampioenschap won, in 1985/1986 en 1987/1988. Na haar studie speelde zij op de Amerikaanse Ladies PGA Tour. Ze kwalificeerde zich door in 1992 op Indigo Lakes in Florida op de 4de plaats van de Tourschool te eindigen. 

In 1992 speelde zij ook op de Duke's Course in Woburn bij het Weetabix Women's British Open.

## Carrière
Orley werkte na haar studie in Zürich bij de Credit Suisse, maakte later deel uit van de afdeling 'sports management' van Executive Sports International, daarna werd zij vicepresident Institutional Marketing bij Freeman Associates Investment Management en nu is zij Senior Vice President van Marketing bij Hansberger Global Investors.  
- Winnaar ACC
- Artikel aug. 2000
- Hansberger Global Investors